# Femme au béret et à la robe quadrillée (Marie-Thérèse Walter)
Femme au béret et à la robe quadrillée (Marie-Thérèse Walter) (französisch Frau mit Barett und in dem karierten Kleid (Marie-Thérèse Walter)) ist der Titel eines Gemäldes des spanischen Malers Pablo Picasso.

## Entstehungsgeschichte
Das Bild ist einer späten Schaffensphase Picassos zuzuordnen. Es entstand zwischen einer bis Mitte der 1930er Jahre andauernden Auseinandersetzung mit dem Surrealismus und dem Spätwerk, das gemeinhin in die Zeit nach 1945 eingeordnet wird. Im gleichen Jahr wie Femme au béret et à la robe quadrillée, das Picasso am 4. Dezember 1937 malte, entstand eines der bekanntesten Werke Picassos, Guernica.
Frauen als Motiv seiner Bilder kamen in Picassos Gemälden häufig vor. Das Gemälde entstand in einer Zeit, in der zwei Frauen eine wichtige Rolle im Leben des spanischen Malers und Bildhauers spielten: Marie-Thérèse Walter und seine neue Geliebte Dora Maar. Entsprechend wird das Bild gedeutet: So ist hinter der Frau, die in der Mitte des Porträts zu sehen ist und Marie-Thérèse Walter darstellt, ein Schatten sichtbar. Dieser wird entweder als Dora Maar und damit als Ausdruck der Gefühle für beide Frauen oder als Selbstporträt gedeutet. Picasso selbst wird hierzu folgendes Zitat zugeschrieben:

“It must be painful for a girl to see in a painting that she is on the way out.”

„Es muss schmerzhaft für ein Mädchen sein, in einem Gemälde zu sehen, dass sie dabei ist, abserviert zu werden.“

## Provenienz
Das Gemälde wurde erstmals am 28. Februar 2018 im Rahmen der Auktion Impressionist & Modern Art Evening Sale vom Auktionshaus Sotheby’s in London versteigert. Der Schätzpreis lag vorab bei 50 Millionen US-Dollar, zum damaligen Zeitpunkt entsprach dies umgerechnet etwa 41 Millionen Euro. Das Gemälde wurde schließlich für 50 Millionen Pfund (rund 56 Millionen Euro) versteigert.